# Jessica Rossiová
Jessica Rossiová (* 7. ledna 1992 Cento) je italská reprezentantka ve sportovní střelbě. Je specialistkou na trap a členkou klubu Fiamme Oro.
Je olympijskou vítězkou z roku 2012 v trapu. Vyhrála mistrovství světa juniorů ve sportovní střelbě v roce 2007, je pětinásobnou mistryní světa (v letech 2009, 2013 a 2017 v individuální soutěži a v letech 2013 a 2018 jako členka družstva) a pětinásobnou mistryní Evropy (jednotlivkyně 2009 a 2013, družstvo žen 2013 a 2018, smíšené družstvo 2018). Vyhrála také světový pohár ve sportovní střelbě 2011 a Středomořské hry v roce 2013. Je držitelkou světovou rekordu v trapu s 99 zásahy ze sta možných.
Časopis La Gazzetta dello Sport ji vyhlásil italskou sportovkyní roku 2013. V roce 2017 získala ocenění Collare d'oro al merito sportivo.